# توماس گرین (بازیکن فوتبال)
توماس گرین (انگلیسی: Thomas Green؛ زادهٔ ۲۵ نوامبر ۱۸۹۳) بازیکن فوتبال اهل بریتانیا است.
از باشگاه‌هایی که در آن بازی کرده‌است می‌توان به باشگاه فوتبال لیورپول اشاره کرد.